# سیارک ۴۰۶۱
سیارک ۴۰۶۱ (به انگلیسی: 4061 Martelli، نامگذاری:1988FF3) چهار هزار و شصت و یکمین سیارک کشف شده‌است که در ۱۹ مارس ۱۹۸۸ کشف شد.
قدر مطلق سیارک برابر ۱۱٫۸۰ است.